# Adrian Daintrey
Adrian Maurice Daintrey (1902-1988) est un peintre paysager et portraitiste britannique.

## Biographie
Adrian Daintrey naît à Balham (Londres) le 23 juin 1902, fils cadet des trois enfants d'Ernest Daintrey, avocat, et de son épouse Lucy Mary (née Blagdon). Il poursuit ses études à la Charterhouse School, où il développe ses talents artistiques,  puis à la Slade School of Fine Art de 1920 à 1924 puis à Paris à l'école du Louvre et à l'académie de la Grande Chaumière. Il compte beaucoup d'amis dont les artistes Augustus John, Nina Hamnett et Rex Whistler.
Il partage sa première exposition avec Paul Nash à la galerie de Dorothy Warren en 1928. Pendant la Seconde Guerre mondiale, il combat surtout à l'étranger. Après la guerre, il fait des expositions dans son atelier pour promouvoir son œuvre. Il travaille pour le magazine  Punch de 1953 à 1961 comme critique d'art. Il illustre le livre d'Elizabeth David Summer Cooking (1955) et plusieurs autres de ses livres, collaborant parfois avec John Minton. À partir de la fin des années 1960, il enseigne à mi-temps à la City and Guilds of London Art School (en). Ses Mémoires, I Must Say, qu'il illustre, offrent un portrait très vivant de Londres, surtout de la vie artistique et bohème des années 1920 et 1930.
Il meurt à la maison de charité de la Charterhouse où il vivait comme frère depuis 1984.

## Expositions
- South London Art Gallery
- Michael Parkin Fine Art
- Sally Hunter Fine Art

## Collections
- British Museum (1 dessin)[8]
- Imperial War Museum (9 œuvres)[9]
- National Portrait Gallery (1 portrait)[10]

## Legs
Hilary Spurling note que le personnage central du roman d'Anthony Powell, From a View to a Death (1933) est « un jeune peintre ambitieux, irrépressible opportuniste et très effronté appelé Arthur Zouch, facilement reconnaissable par ses amis comme étant Adrian Daintrey. » Ce personnage est invité dans le manoir de campagne des Passengers pour peindre des portraits de famille, mais il séduit les jeunes femmes de la maison jusqu'à ce que le père, furieux, l'envoie chasser et lui assigne un cheval dangereux qui le fait tomber. Zouch se casse le cou.